# Funisciurus bayonii
Funisciurus bayonii је сисар из реда глодара и породице веверица (Sciuridae).

## Распрострањење
Врста има станиште у Анголи и ДР Конгу.

## Станиште
Станишта врсте су шуме и саване.

## Угроженост
Подаци о распрострањености ове врсте су недовољни.